# Brătești, Argeș
Brătești este un sat în comuna Albeștii de Argeș din județul Argeș, Muntenia, România.